# Passiflora jorullensis
Passiflora jatunsachensis je biljka iz porodice Passifloraceae. Meksički endem po državama Chiapas, Colima, Guerrero, Jalisco, Mexico, Michoacan, Nayarit, Oaxaca, Veracruz.